# Đánh giá về WikiLeaks
WikiLeaks, một trang web tố giác do Julian Assange thành lập, đã nhận được nhiều lời khen ngợi cũng như chỉ trích từ công chúng, những người tấn công mạng, các tổ chức nhà báo và quan chức chính phủ. Tổ chức này đã tiết lộ những hành vi vi phạm nhân quyền và là mục tiêu của một "cuộc chiến tranh mạng". Đã có nhiều cáo buộc cho rằng Wikileaks hợp tác hoặc bị chính phủ Nga lợi dụng và hành động theo cách đảng phái trong cuộc bầu cử tổng thống Hoa Kỳ 2016. 

## Cáo buộc chống chủ nghĩa Mỹ
WikiLeaks đã bị buộc tội có chủ đích nhắm vào một số tiểu bang và người dân, đồng thời đưa ra những tiết lộ của mình theo những cách gây hiểu lầm và có âm mưu làm hại những người đó. Viết vào năm 2012, Joshua Keating của Foreign Policy tuyên bố rằng "gần như tất cả các hoạt động chính của nó đều nhắm vào chính phủ Mỹ hoặc các tập đoàn của Mỹ."  Trong một bài phát biểu năm 2017 tại Trung tâm Nghiên cứu Chiến lược và Quốc tế, cựu Giám đốc CIA Mike Pompeo gọi WikiLeaks là "một dịch vụ tình báo thù địch phi nhà nước" và mô tả người sáng lập Julian Assange là một kẻ tự yêu bản thân, lừa đảo và hèn nhát.

## Cáo buộc về sự thiên vị chống Clinton và ủng hộ Trump
Assange viết trên WikiLeaks vào tháng 2/2016: "Tôi đã có nhiều năm kinh nghiệm đối phó với Hillary Clinton và đã đọc hàng nghìn bức điện tín của bà ấy. Hillary thiếu khả năng phán đoán và sẽ đẩy Hoa Kỳ vào những cuộc chiến tranh ngu xuẩn và vô tận, làm lây lan chủ nghĩa khủng bố.... cô ấy chắc chắn không nên trở thành tổng thống của Hoa Kỳ." Vào tháng 7 năm 2017, trong một cuộc phỏng vấn của Amy Goodman, Julian Assange nói rằng lựa chọn giữa Hillary Clinton và Donald Trump giống như lựa chọn giữa bệnh tả hoặc bệnh lậu. "Cá nhân tôi, tôi không muốn." Biên tập viên Sarah Harrison của WikiLeaks tuyên bố rằng trang web không chọn những ấn phẩm gây tổn hại nào để phát hành, mà là phát hành thông tin có sẵn cho họ.
Trong một tuyên bố về Ngày bầu cử, Assange đã chỉ trích cả Clinton và Trump, nói rằng "Các ứng cử viên Dân chủ và Cộng hòa đều thể hiện thái độ thù địch với những người tố cáo." Trong các cuộc trò chuyện bị rò rỉ vào tháng 2 năm 2018, Assange bày tỏ sự ưa thích chiến thắng của đảng Cộng hòa trong cuộc bầu cử năm 2016, nói rằng "Dems + Media + những người theo chủ nghĩa tự do [sic] sau đó sẽ tạo thành một khối để thống trị [sic] trong những phẩm chất tồi tệ nhất của họ. Với Hillary phụ trách, GOP sẽ thúc đẩy những phẩm chất tồi tệ nhất của bà ấy, dems + truyền thông + tân tự do sẽ bị tắt tiếng." Trong thư bị rò rỉ thêm với chiến dịch Trump vào ngày bầu cử (8 tháng 11 năm 2016), WikiLeaks khuyến khích chiến dịch Trump cho rằng kết quả bầu cử là "gian lận" nếu họ thua.
Sau khi tiết lộ thông tin phơi bày hoạt động bên trong của hàng loạt tổ chức và chính trị gia, WikiLeaks bắt đầu tập trung gần như hoàn toàn vào ứng cử viên tổng thống đảng Dân chủ Hillary Clinton vào năm 2016. Trong cuộc bầu cử tổng thống Hoa Kỳ năm 2016, WikiLeaks chỉ tiết lộ tài liệu gây tổn hại cho Ủy ban Quốc gia đảng Dân chủ và Hillary Clinton. WikiLeaks thậm chí đã từ chối cơ hội công bố các thông tin rò rỉ không liên quan, bởi vì tổ chức này dành toàn bộ nguồn lực cho Hillary Clinton và Đảng Dân chủ. Theo The New York Times, WikiLeaks đã hẹn giờ một trong những vụ rò rỉ lớn của mình để nó xảy ra vào đêm trước của Hội nghị Dân chủ. Washington Post lưu ý rằng vụ rò rỉ xảy ra vào một thời điểm nhạy cảm quan trọng trong chiến dịch tranh cử của bà Clinton, khi bà đang chuẩn bị công bố lựa chọn phó tổng thống và đoàn kết đảng sau lưng bà. Sunlight Foundation, một tổ chức ủng hộ chính phủ cởi mở, nói rằng những hành động như vậy có nghĩa là WikiLeaks không còn phấn đấu để minh bạch mà là tìm cách đạt được các mục tiêu chính trị.
WikiLeaks giải thích hành động của mình trong một tuyên bố năm 2017 với Foreign Policy: "WikiLeaks lên lịch xuất bản để tối đa hóa lượng độc giả và sự tham gia của người đọc. Trong các sự kiện truyền thông gây mất tập trung như Thế vận hội hoặc một cuộc bầu cử cấp cao, các ấn phẩm không liên quan đôi khi bị trì hoãn cho đến khi sự phân tâm qua đi nhưng không bao giờ bị từ chối vì lý do này." Vào ngày 7 tháng 10 năm 2016, một giờ sau khi các phương tiện truyền thông bắt đầu đưa tin tường tận về tiết lộ rằng Trump đã khoe khoang trên video về quấy rối tình dục phụ nữ, WikiLeaks bắt đầu phát hành các email bị tấn công từ tài khoản cá nhân của Chủ tịch chiến dịch tranh cử của Clinton, John Podesta. CNN lưu ý rằng do các đoạn băng của Trump được đưa tin rộng rãi, các vụ rò rỉ là một "suy nghĩ sau" trong việc đưa tin. Podesta cho rằng các email đã được hẹn giờ để làm chệch hướng sự chú ý khỏi các đoạn băng của Trump.
Năm 2010, Donald Trump gọi WikiLeaks là "đáng hổ thẹn" và đề nghị rằng "án tử hình" nên là một hình phạt đối với hành vi tung thông tin của WikiLeaks. Sau đống thư điện tử bị tấn công từ chiến dịch tranh cử của Hillary Clinton, Donald Trump nói với cử tri, "Tôi yêu WikiLeaks!" Trump đã đề cập nhiều đến WikiLeaks trong quá trình vận động tranh cử; Theo một ước tính, ông đã tham khảo các tiết lộ của WikiLeaks hơn 160 lần trong các bài phát biểu trong 30 ngày cuối cùng của chiến dịch.
Vào tháng 10 năm 2017, có thông tin tiết lộ rằng Cambridge Analytica, một công ty làm việc thay mặt cho chiến dịch tranh cử tổng thống Trump, đã liên hệ với WikiLeaks về việc mất tích các email của Hillary Clinton và khả năng tạo cơ sở dữ liệu có thể tìm kiếm để chiến dịch sử dụng. Sau khi điều này được báo cáo, Assange xác nhận rằng WikiLeaks đã được Cambridge Analytica tiếp cận nhưng đã từ chối cách tiếp cận. WikiLeaks không tiết lộ chủ đề của cách tiếp cận của Cambridge Analytica là gì.

### Thư từ giữa WikiLeaks và Donald Trump Jr.
Vào tháng 11 năm 2017, đã tiết lộ rằng tài khoản Twitter WikiLeaks đã trao đổi thư từ với Donald Trump Jr. trong cuộc bầu cử tổng thống năm 2016. Thư từ cho thấy cách WikiLeaks tích cực thu hút sự hợp tác của Trump Jr., một người đại diện chiến dịch và cố vấn trong chiến dịch tranh cử của cha mình. WikiLeaks kêu gọi chiến dịch Trump bác bỏ kết quả của cuộc bầu cử tổng thống năm 2016 vào thời điểm mà có vẻ như chiến dịch Trump sẽ thua cuộc. WikiLeaks yêu cầu Trump Jr chia sẻ tuyên bố của Assange rằng Hillary Clinton muốn tấn công anh ta bằng máy bay không người lái. WikiLeaks cũng chia sẻ một liên kết đến một trang web có thể giúp mọi người tìm kiếm các tài liệu của WikiLeaks. Trump Jr. đã chia sẻ cả hai. Sau cuộc bầu cử, WikiLeaks cũng yêu cầu tổng thống đắc cử thúc đẩy Australia bổ nhiệm Assange làm đại sứ tại Mỹ. Sau khi The New York Times công bố một phần các bản khai thuế của Donald Trump trong một năm, WikiLeaks đã yêu cầu Trump Jr cung cấp một hoặc nhiều bản khai thuế của cha mình, giải thích rằng đó sẽ là lợi ích tốt nhất của cha anh ấy vì nó sẽ "cải thiện đáng kể nhận thức về tính công bằng của chúng ta "và không đến" thông qua nguồn thiên vị nhất (ví dụ: NYT / MSNBC). "  WikiLeaks cũng yêu cầu Trump Jr tiết lộ các e-mail của chính mình cho họ vài ngày sau khi The New York Times phanh phui câu chuyện về thư từ qua email giữa Trump Jr. và một luật sư thuộc Điện Kremlin; WikiLeaks nói rằng việc họ công bố các bức thư điện tử sẽ là một điều "gây nhiễu tuyệt vời" và điều đó sẽ khiến các hãng tin tức khác không được đưa ra ý kiến tiêu cực về bức thư. Trump Jr đã cung cấp bức thư này cho các nhà điều tra quốc hội đang xem xét sự can thiệp của Nga trong cuộc bầu cử năm 2016.

## Cáo buộc về ảnh hưởng của Nga
Vào năm 2012, khi WikiLeaks đang bị phong tỏa tài chính, Assange bắt đầu tổ chức một chương trình truyền hình do Journeyman Pictures phân phối và phát sóng trên Russia Today. Assange chưa bao giờ tiết lộ số tiền anh ta hoặc WikiLeaks được trả cho chương trình truyền hình của mình. Viết trên tờ Salon, Glenn Greenwald nói rằng Assange không đại diện cho quan điểm của chính phủ Nga trong chương trình và rằng những quan điểm mà Assange đưa ra trong cuộc phỏng vấn với Hassan Nasrallah là chỉ trích mạnh mẽ chính phủ Syria, một đồng minh của Nga.
Vào tháng 4 năm 2016, WikiLeaks đã đăng tweet chỉ trích Hồ sơ Panama, trong đó có những thứ khác tiết lộ các doanh nghiệp và cá nhân Nga có mối quan hệ với nước ngoài. Tài khoản Twitter WikiLeaks đã tweet, "#PanamaPapers cuộc tấn công của Putin được thực hiện bởi OCCRP nhằm vào Nga và Liên Xô cũ và được tài trợ bởi USAID và [George] Soros ".  Putin sau đó đã bác bỏ Hồ sơ Panama bằng cách trích dẫn từ WikiLeaks: "WikiLeaks đã cho chúng tôi thấy rằng những người chính thức và các cơ quan chính thức của Mỹ đứng sau vụ này".  Theo The New York Times, cả hai tuyên bố của Assange đều không có nội dung thực: "không có bằng chứng nào cho thấy chính phủ Hoa Kỳ có vai trò trong việc công bố Hồ sơ Panama." 
Vào tháng 8 năm 2016, sau khi WikiLeaks công bố hàng nghìn email DNC, các quan chức DNC và một số chuyên gia an ninh mạng và các công ty an ninh mạng cho rằng tình báo Nga đã hack các email này và làm rò rỉ chúng cho WikiLeaks. Assange nói rằng Nga không phải là nguồn cung cấp các tài liệu và chiến dịch tranh cử của Clinton đang gây ra "một cơn cuồng loạn tân McCarthy ". Vào tháng 10 năm 2016, cộng đồng tình báo Hoa Kỳ nói rằng họ "tin tưởng rằng Chính phủ Nga đã chỉ đạo các thỏa hiệp gần đây về thư điện tử từ các cá nhân và tổ chức Hoa Kỳ, bao gồm cả từ các tổ chức chính trị Hoa Kỳ". Các cơ quan tình báo Mỹ nói rằng các vụ tấn công này phù hợp với các phương pháp do Nga chỉ đạo và những người ở cấp cao trong Điện Kremlin có thể có liên quan. Vào ngày 14 tháng 10 năm 2016, CNN tuyên bố rằng "có nhiều bằng chứng cho thấy chính phủ Nga đang cung cấp cho WikiLeaks các email bị tấn công liên quan đến cuộc bầu cử Tổng thống Mỹ."  WikiLeaks cho biết họ không có mối liên hệ nào với Nga. Tổng thống Putin tuyên bố không có sự tham gia của Nga vào cuộc bầu cử.
Vào tháng 8 năm 2016, một câu chuyện của New York Times cho rằng WikiLeaks có thể là một cỗ máy rửa tiền để làm lộ tài liệu về các nước phương Tây do gián điệp Nga thu thập.
Vào tháng 9 năm 2016, tạp chí hàng tuần Focus của Đức viết rằng theo một hồ sơ mật của chính phủ Đức, WikiLeaks từ lâu đã bị các điệp viên Nga xâm nhập nhằm làm mất uy tín của các chính phủ NATO. Tạp chí cho biết thêm, các cơ quan tình báo của Pháp và Anh đã đi đến kết luận giống nhau và cho biết Tổng thống Nga Vladimir Putin và Thủ tướng Dmitry Medvedev nhận được thông tin chi tiết về những gì WikiLeaks công bố trước khi công bố.
Vào ngày 10 tháng 12 năm 2016, The Washington Post viết rằng Cơ quan Tình báo Trung ương kết luận rằng các đặc nhiệm tình báo Nga đã cung cấp tài liệu cho WikiLeaks nhằm giúp Donald Trump tranh cử. WikiLeaks thường xuyên bị chỉ trích vì bị cáo buộc không tố giác hoặc chỉ trích Nga.
Sau khi Cố vấn An ninh Quốc gia của Tổng thống Trump Michael T. Flynn từ chức vào tháng 2 năm 2017 do báo cáo về các liên lạc của ông với các quan chức Nga và những lời nói dối sau đó về nội dung và bản chất của những cuộc liên lạc đó, WikiLeaks đã tweet rằng Flynn từ chức "sau chiến dịch gây bất ổn của gián điệp Mỹ, Đảng viên Dân chủ, báo chí. " 
Vào tháng 4 năm 2017, tài khoản Twitter WikiLeaks cho rằng vụ tấn công hóa học Khan Shaykhun, mà các tổ chức nhân quyền quốc tế và các chính phủ của Hoa Kỳ, Vương quốc Anh, Thổ Nhĩ Kỳ, Ả Rập Xê-út, Pháp và Israel quy cho chính phủ Syria, là một cờ sai. tấn công. WikiLeaks tuyên bố rằng "trong khi các phương tiện truyền thông phương Tây đánh trống trận chiến thêm ở Syria thì vấn đề vẫn chưa rõ ràng", đồng thời chia sẻ đoạn video của một nhà hoạt động Syria tuyên bố rằng các phần tử Hồi giáo cực đoan có thể đứng sau vụ tấn công hóa học chứ không phải chính phủ Syria.
Vào tháng 4 năm 2017, Giám đốc CIA Mike Pompeo tuyên bố: "Đã đến lúc phải gọi WikiLeaks thực sự là gì - một dịch vụ tình báo thù địch phi nhà nước thường được tiếp tay bởi các tổ chức nhà nước như Nga." Pompeo nói rằng Cộng đồng Tình báo Mỹ đã kết luận rằng "cơ quan tuyên truyền chính" của Nga, RT đã "hợp tác tích cực" với WikiLeaks.
Vào tháng 5 năm 2017, các chuyên gia an ninh mạng tuyên bố rằng họ tin rằng các nhóm liên kết với chính phủ Nga có liên quan đến việc hack và rò rỉ các thư điện tử liên quan đến chiến dịch của Emmanuel Macron; những e-mail này đã được xuất bản trên Pastebin nhưng được các kênh mạng xã hội WikiLeaks quảng bá rầm rộ.
Vào tháng 8 năm 2017, Foreign Policy viết rằng vào mùa hè năm 2016, WikiLeaks đã từ chối một bộ nhớ cache lớn các tài liệu chứa thông tin gây tổn hại cho chính phủ Nga. WikiLeaks tuyên bố rằng, "Theo như chúng tôi nhớ thì những điều này đã được công khai... WikiLeaks từ chối mọi thông tin mà nó không thể xác minh. WikiLeaks từ chối các đệ trình đã được xuất bản ở nơi khác ". Các hãng tin tức đã đưa tin về nội dung của các vụ rò rỉ vào năm 2014, chiếm chưa đến một nửa dữ liệu được cho là được cung cấp cho WikiLeaks vào mùa hè năm 2016.
Vào tháng 9 năm 2017, WikiLeaks phát hành "Hồ sơ gián điệp Nga", trong đó trình bày chi tiết việc giám sát của chính phủ Nga đối với người dùng Internet và điện thoại di động ở nước này.

## Cáo buộc bài Do Thái
WikiLeaks đã bị cáo buộc chống chủ nghĩa bài Do Thái cả trong hoạt động Twitter và các quyết định tuyển dụng. Theo Ian Hislop, Assange tuyên bố rằng một "âm mưu của người Do Thái" đang cố gắng làm mất uy tín của tổ chức. Assange phủ nhận việc đưa ra nhận xét này, nói rằng "'Âm mưu của người Do Thái' là hoàn toàn sai sự thật, về tinh thần và ngôn từ. Nó nghiêm túc và gây căng thẳng. " 
Sau vụ xả súng ở Charlie Hebdo vào tháng 1 năm 2015, tài khoản Twitter WikiLeaks đã viết rằng "vận động hành lang kiểm duyệt ủng hộ người Do Thái đã hợp pháp hóa các cuộc tấn công", ám chỉ vụ xét xử Maurice Sinet . Vào tháng 7 năm 2016, cùng một tài khoản cho rằng ba dấu ngoặc đơn, hoặc (((echoes))) - một công cụ được sử dụng bởi những người theo chủ nghĩa tân Quốc xã để xác định người Do Thái trên Twitter, bị một số người Do Thái trực tuyến sử dụng vì tình đoàn kết - đã được sử dụng như một cách để "người leo núi có tiếng" xác định lẫn nhau. Trong các cuộc trò chuyện nội bộ bị rò rỉ, tài khoản Twitter WikiLeaks, được cho là do Assange kiểm soát vào thời điểm đó, đã thảo luận về một bài báo chỉ trích WikiLeaks của phóng viên Raphael Satter của Associated Press . Tài khoản Twitter WikiLeaks đã gọi nhà báo là "một con chuột", thêm vào "nhưng anh ta là người Do Thái" và khuyến khích những người khác troll anh ta.

## Mô tả phóng đại và gây hiểu lầm về nội dung rò rỉ
WikiLeaks đã bị chỉ trích vì đưa ra những tuyên bố sai lệch về nội dung rò rỉ của nó. Các hãng truyền thông cũng bị chỉ trích vì đã lặp lại một cách thiếu cân nhắc những tuyên bố gây hiểu lầm của WikiLeaks về những rò rỉ của nó. Theo Giáo sư Zeynep Tufekci của Đại học Bắc Carolina, đây là một phần của một khuôn mẫu hành vi. Theo Tufekci, có ba bước để thực hiện "chiến dịch thông tin sai lệch" của WikiLeaks: "Bước đầu tiên là đổ nhiều tài liệu cùng một lúc - thay vì cho phép các nhà báo xem xét kỹ lưỡng và tiếp thu ý nghĩa của chúng trước khi xuất bản. Bước thứ hai là giật gân tài liệu bằng các bản tin và tweet gây hiểu lầm. Bước thứ ba là ngồi lại và theo dõi khi các phương tiện truyền thông đưa tin vô tình quảng bá ý đồ của WikiLeaks dưới sự bảo trợ của báo cáo độc lập."
Sau nỗ lực đảo chính Thổ Nhĩ Kỳ năm 2016, WikiLeaks thông báo rằng họ sẽ phát hành các thư điện tử của Đảng Công lý và Phát triển cầm quyền của Thổ Nhĩ Kỳ. WikiLeaks đã công bố các email và tài liệu của Thổ Nhĩ Kỳ như một phản ứng trước việc chính phủ Thổ Nhĩ Kỳ đàn áp các đối thủ thực sự hoặc bị cáo buộc của chính phủ theo sau âm mưu đảo chính. Tuy nhiên, khi những e-mail này được phát hành, nó "chẳng là gì ngoài danh sách gửi thư trần tục của hàng chục nghìn người bình thường thảo luận về chính trị trên mạng. Hồi đó, mưu mẹo cũng đã phát huy tác dụng: Nhiều nhà báo phương Tây đã thổi phồng những thông tin không rò rỉ này."

## Quản lý không chặt chẽ và vi phạm quyền riêng tư cá nhân
WikiLeaks đã bị chỉ trích vì vi phạm quyền riêng tư cá nhân của các cá nhân và quản lý nội dung của nó không đầy đủ. Những người chỉ trích này bao gồm những người ủng hộ sự minh bạch, chẳng hạn như Edward Snowden, Sunlight Foundation và Liên đoàn các nhà khoa học Mỹ .
WikiLeaks đã công bố số An sinh xã hội, thông tin y tế và số thẻ tín dụng của các cá nhân.  Một phân tích của hãng tin AP cho thấy WikiLeaks trong một vụ tiết lộ hàng loạt đã công bố "thông tin cá nhân của hàng trăm người - bao gồm cả trẻ em ốm yếu, nạn nhân bị hãm hiếp và bệnh nhân tâm thần".  WikiLeaks đã nêu tên các nạn nhân bị hãm hiếp tuổi vị thành niên, đồng thời loại trừ một cá nhân bị bắt vì đồng tính luyến ái ở Ả Rập Saudi.  Một số bức điện của WikiLeaks "mô tả những bệnh nhân mắc bệnh tâm thần, trẻ em hoặc người tị nạn bị bệnh nặng".  Một phân tích về các bức điện từ Ả Rập Xê-út của WikiLeaks đã cho thấy hơn 500 hồ sơ hộ chiếu, danh tính, học vấn hoặc việc làm ... ba chục hồ sơ liên quan đến các vấn đề gia đình trong các bức điện - bao gồm các tin nhắn về hôn nhân, ly hôn, con cái mất tích, bỏ trốn và cuộc chiến giành quyền nuôi con. Nhiều người rất cá nhân, như giấy chứng nhận hôn nhân tuyên bố cô dâu có còn trinh hay không. Những nội dung khác có liên quan với một người Saudi đang nợ nần chồng chất, bao gồm một người đàn ông nói rằng vợ anh ta đã lấy trộm tiền của anh ta. Một tài liệu ly hôn nêu chi tiết về tình trạng vô sinh của một bạn tình nam. Những người khác xác định bạn tình của phụ nữ mắc các bệnh lây truyền qua đường tình dục bao gồm cả HIV và viêm gan C. "  Hai cá nhân có tên trong vụ rò rỉ DNC đã bị nhắm mục tiêu bởi những kẻ trộm danh tính sau khi WikiLeaks công bố thông tin thẻ tín dụng và An sinh xã hội của họ.  Trong vụ rò rỉ e-mail DNC, WikiLeaks đã tiết lộ chi tiết về nỗ lực tự sát của một nhân viên bình thường và thu hút sự chú ý về nó thông qua một tweet.
Việc WikiLeaks công bố các e-mail bị tấn công của Sony đã thu hút nhiều chỉ trích vì đã vi phạm quyền riêng tư của nhân viên Sony và không vì lợi ích công cộng. Michael A. Cohen, một thành viên của Tổ chức Thế kỷ, lập luận rằng "những kho dữ liệu như thế này thể hiện mối đe dọa đối với khu vực riêng tư vốn đã bị thu hẹp của chúng ta."  Ông lưu ý rằng việc WikiLeaks sẵn sàng công bố thông tin kiểu này khuyến khích việc hack và ăn cắp qua mạng: "Với các bộ khuếch đại sẵn sàng hoạt động, điều gì để ngăn chặn việc đánh cắp qua mạng tiếp theo, đánh cắp cơ sở dữ liệu thông tin của công ty và đe dọa gửi nó đến Wikileaks nếu có danh sách nhu cầu không được đáp ứng? " 
Sunlight Foundation, một tổ chức phi lợi nhuận ủng hộ chính phủ cởi mở, đã chỉ trích WikiLeaks quản lý không đầy đủ nội dung của nó và vì "tính minh bạch được vũ trang hóa", viết rằng với sự rò rỉ DNC, "Wikileaks một lần nữa đã thất bại trong quá trình đánh giá kỹ lưỡng mà chúng tôi mong đợi đối với các thực thể báo chí khi nó công bố thông tin cá nhân của công dân bình thường, bao gồm hộ chiếu và số An sinh xã hội có trong các email bị tấn công của nhân viên Ủy ban Quốc gia đảng Dân chủ. Chúng tôi không đơn độc trong việc nêu ra các câu hỏi đạo đức về sự chuyển đổi của Wikileaks từ người tố cáo sang nền tảng cho sự minh bạch được vũ khí hóa. Bất kỳ tổ chức nào 'doxxes' nơi công cộng đều gây tổn hại đến quyền riêng tư. "  Cách thức mà WikiLeaks công bố nội dung có thể có tác dụng kiểm duyệt những kẻ thù chính trị: "Sự tiết lộ bừa bãi của Wikileaks trong trường hợp này có lẽ là cách chúng ta thấy gần nhất trong thực tế về con quái vật bị kẻ thù dự tính cải tổ - sự minh bạch đó chỉ là con ngựa thành Troy vì bài phát biểu lạnh lùng và bịt miệng kẻ thù chính trị. " 
Vào tháng 7 năm 2016, Edward Snowden đã chỉ trích WikiLeaks về việc quản lý nội dung của nó không đầy đủ.  Khi Snowden công khai dữ liệu, anh ta đã làm như vậy bằng cách làm việc với Washington Post, Guardian và các tổ chức tin tức khác, chỉ chọn công khai những tài liệu làm lộ các chương trình giám sát của Cơ quan An ninh Quốc gia.  Nội dung xâm phạm đến an ninh quốc gia hoặc tiết lộ thông tin cá nhân nhạy cảm đã bị giữ lại.  Mặt khác, WikiLeaks đã nỗ lực rất ít, Snowden nói. WikiLeaks đáp trả bằng cách cáo buộc Snowden đã làm hại ứng cử viên tổng thống của đảng Dân chủ Hillary Clinton.
Giáo sư Zeynep Tufekci của Đại học Bắc Carolina cũng đã chỉ trích WikiLeaks vì để lộ thông tin cá nhân nhạy cảm.  Cô ấy lập luận rằng việc đổ dữ liệu, chẳng hạn như WikiLeaks, vi phạm quyền riêng tư cá nhân mà không vì lợi ích công cộng "đe dọa khả năng phản đối của chúng ta bằng cách phá hủy quyền riêng tư và tung ra một loạt thông tin đáng ngờ có chức năng, hơi bất ngờ, như một hình thức kiểm duyệt của chính nó, thay vì hơn là một cách để làm sáng tỏ sự điều động của những kẻ có quyền hành."
Vào tháng 1 năm 2017, Lực lượng đặc nhiệm WikiLeaks, một tài khoản Twitter liên kết với WikiLeaks, đề xuất việc tạo cơ sở dữ liệu để theo dõi những người dùng Twitter đã được xác minh, bao gồm thông tin cá nhân nhạy cảm về nhà cửa, gia đình và tài chính của các cá nhân. Theo Chicago Tribune, "đề xuất đã vấp phải phản ứng dữ dội và nhanh chóng khi các nhà công nghệ, nhà báo và nhà nghiên cứu bảo mật đánh giá ý tưởng này là một sự lạm dụng quyền lực và quyền riêng tư 'nham hiểm' và nguy hiểm."  Twitter cũng cấm sử dụng dữ liệu Twitter cho "mục đích giám sát", tuyên bố "Đăng thông tin cá nhân và bí mật của người khác là vi phạm các quy tắc của Twitter." 

## Xung đột nội bộ và thiếu minh bạch

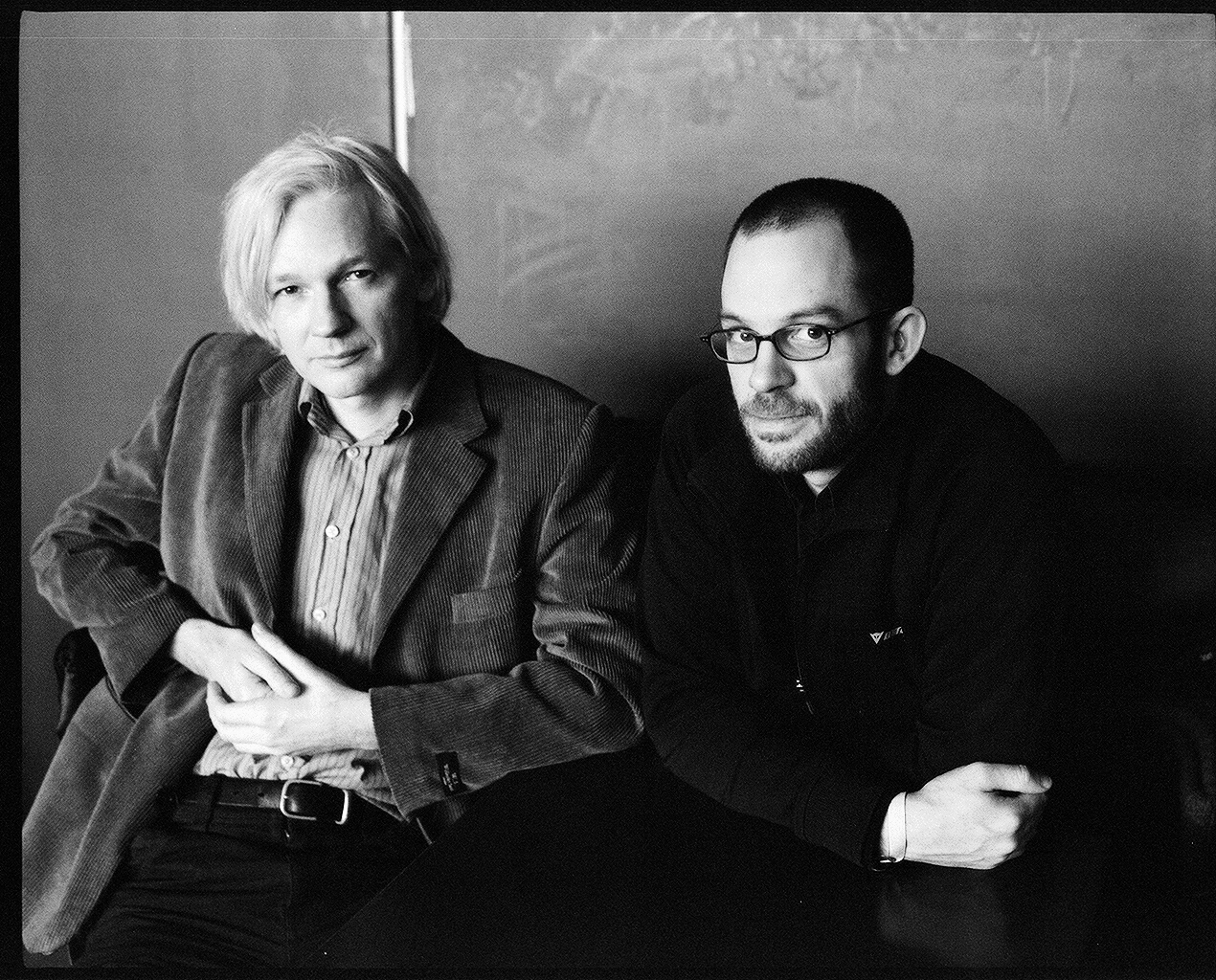
Julian Assange (trái) cùng với Daniel Domscheit-Berg, người bị đuổi khỏi WikiLeaks và thành lập tổ chức "tố giác" đối thủ tên là OpenLeaks.

Trong nội bộ WikiLeaks, đã có bất đồng công khai giữa người sáng lập kiêm người phát ngôn Julian Assange và Daniel Domscheit-Berg, cựu đại diện Đức của trang web đã bị Assange đình chỉ. Domscheit-Berg thông báo vào ngày 28 tháng 9 năm 2010 rằng ông sẽ rời khỏi tổ chức do xung đột nội bộ về việc quản lý trang web.
Vào ngày 25 tháng 9 năm 2010, sau khi bị Assange đình chỉ vì "không trung thành, thiếu phối hợp và gây mất ổn định", Daniel Domscheit-Berg, phát ngôn viên của WikiLeaks, nói với Der Spiegel rằng ông đã từ chức, nói rằng "WikiLeaks có vấn đề về cấu trúc. Tôi không còn muốn chịu trách nhiệm về nó nữa, và đó là lý do tại sao tôi rời khỏi dự án." Assange cáo buộc Domscheit-Berg đã làm rò rỉ thông tin cho Newsweek, trong đó Domscheit-Berg cho rằng nhóm WikiLeaks không hài lòng với việc Assange quản lý và xử lý các tài liệu chiến tranh Afghanistan . Daniel Domscheit-Berg muốn sự minh bạch hơn trong các bài báo được phát hành cho công chúng. Một tầm nhìn khác của ông là tập trung vào việc cung cấp công nghệ cho phép những người thổi còi bảo vệ danh tính của họ cũng như một cách giao tiếp minh bạch hơn với giới truyền thông, hình thành quan hệ đối tác mới và thu hút những người mới. Domscheit-Berg rời đi cùng một nhóm nhỏ để thành lập OpenLeaks, một tổ chức và trang web rò rỉ mới với triết lý quản lý và phân phối khác.
Trong khi rời đi, Daniel Domscheit-Berg đã sao chép và sau đó xóa khoảng 3.500 tài liệu chưa được xuất bản khỏi máy chủ WikiLeaks, bao gồm thông tin về 'danh sách cấm bay' của chính phủ Hoa Kỳ và thông tin nội bộ từ 20 tổ chức cánh hữu, và theo WikiLeaks tuyên bố, 5 gigabyte dữ liệu liên quan đến Bank of America, thông tin liên lạc nội bộ của 20 tổ chức tân Quốc xã và thông tin chặn của Hoa Kỳ cho "hơn một trăm công ty Internet". Trong cuốn sách của Domscheit-Berg, ông viết: "Cho đến ngày nay, chúng tôi đang chờ đợi Julian khôi phục an ninh, để chúng tôi có thể trả lại tài liệu cho anh ấy, tài liệu nằm trên nền tảng đệ trình."  Vào tháng 8 năm 2011, Domscheit-Berg tuyên bố anh ta đã xóa vĩnh viễn các tập tin "để đảm bảo rằng các nguồn thông tin không bị tiết lộ." 
Herbert Snorrason, 25 tuổi, một sinh viên đại học người Iceland, đã từ chức sau khi anh thách thức Assange về quyết định đình chỉ Domscheit-Berg và bị quở trách thẳng thừng. Nghị sĩ Iceland Birgitta Jónsdóttir cũng rời WikiLeaks, với lý do thiếu minh bạch, thiếu cấu trúc và luồng liên lạc kém trong tổ chức. Theo báo Anh, The Independent, ít nhất một chục người ủng hộ chủ chốt của WikiLeaks đã rời trang web trong năm 2010.